# Illa nefanda
Illa nefanda là một loài bướm đêm trong họ Geometridae.